# Brentford (Dakota del Sud)
Brentford és una població dels Estats Units a l'estat de Dakota del Sud. Segons el cens del 2000 tenia 65 habitants.

## Demografia
Segons el cens del 2000, Brentford tenia 65 habitants, 28 habitatges, i 18 famílies. La densitat de població era de 147,6 habitants per km².
Dels 28 habitatges en un 35,7% hi vivien nens de menys de 18 anys, en un 57,1% hi vivien parelles casades, en un 3,6% dones solteres, i en un 35,7% no eren unitats familiars. En el 25% dels habitatges hi vivien persones soles el 7,1% de les quals corresponia a persones de 65 anys o més que vivien soles. El nombre mitjà de persones vivint en cada habitatge era de 2,32 i el nombre mitjà de persones que vivien en cada família era de 2,83.
Per edats la població es repartia de la següent manera: un 26,2% tenia menys de 18 anys, un 7,7% entre 18 i 24, un 27,7% entre 25 i 44, un 24,6% de 45 a 60 i un 13,8% 65 anys o més.
L'edat mediana era de 36 anys. Per cada 100 dones de 18 o més anys hi havia 108,7 homes.
La renda mediana per habitatge era de 55.625 $ i la renda mediana per família de 64.375 $. Els homes tenien una renda mediana de 37.500 $ mentre que les dones 50.625 $. La renda per capita de la població era de 21.921 $. Cap de les famílies i l'11,3% de la població estaven per davall del llindar de pobresa.

## Poblacions més properes
El següent diagrama mostra les poblacions més properes.